# Savigny-sur-Grosne
Savigny-sur-Grosne è un comune francese di 182 abitanti situato nel dipartimento della Saona e Loira nella regione della Borgogna-Franca Contea.

## Geografia fisica
Il territorio comunale è attraversato dal fiume Guye che confluisce nel Grosne, nella parte più orientale del comune.

## Società

### Evoluzione demografica
Abitanti censiti